# Selandia (dokumentarfilm)
 For alternative betydninger, se Selandia. (Se også artikler, som begynder med Selandia)
Selandia er en dansk dokumentarisk optagelse fra 1912 produceret af Nordisk Films Kompagni.

## Handling
I 1898 begyndte man fremstillingen af dieselmotorer på skibsværftet Burmeister & Wain i København. I 1912 blev verdens første oceangående dieselmotorskib, det ØK-ejede ”Selandia”, søsat. Her ses optagelser fra den 31. januar 1912, hvor skibet lægger til ved Langelinie efter en prøvetur på Øresund. De indbudte gæster går fra borde. Den ingeniørmæssige bedrift vakte begejstring og opsigt i Danmark og i udlandet. Skibet forliste i januar 1941 ud for Japans kyst.